# Cratere Aki
Aki  è un cratere di 7.87 km sulla superficie di Marte che prende il nome dall'omonima città situata in Giappone, nella prefettura di Kōchi. Il nome gli fu assegnato nel 1979.